# Cheon Mi-ran
Cheon Mi-ran (kor. 천미란 ;ur. 5 stycznia 1999) – południowokoreańska zapaśniczka walcząca w stylu wolnym. Zajęła czternaste miejsce na mistrzostwach świata w 2022 roku. 
Piąta na igrzyskach azjatyckich w 2022. Brązowa medalistka mistrzostw Azji w 2023 roku.